# Allium talijevii
Allium talijevii — вид квіткових рослин з підродини цибулевих (Allioideae). Ендемік України (Донеччина).

## Таксономічні примітки
Вважається, що це недійсний вид; ймовірно, це форма A. ampeloprasum.

## Середовище проживання
Цей вид росте на крейдяних схилах і цвіте в червні.